# LSV Rerik
LSV Rerik (celým názvem: Luftwaffen-Sportverein Rerik) byl německý vojenský sportovní klub, který sídlil v meklenburském městě Rerik. Klub patřil pod letecké jednotky Luftwaffe. Založen byl v roce 1940, zanikl v roce 1944. Klubové barvy byly černá a bílá. Mimo mužský fotbalový oddíl měl sportovní klub i jiné oddíly, mj. oddíl lehké atletiky.
Největším úspěchem klubu byla celkem dvojroční účast v Gaulize Mecklenburg, jedné ze skupin tehdejší nejvyšší fotbalové soutěže na území Německa. V sezóně 1943/44 se stal jejím posledním vítězem.

## Získané trofeje
- Gauliga Mecklenburg ( 1× )
  - 1943/44

## Umístění v jednotlivých sezonách
Stručný přehled
Zdroj: 
- 1942–1944: Gauliga Mecklenburg

Jednotlivé ročníky
Zdroj: 
Legenda: Z - zápasy, V - výhry, R - remízy, P - porážky, VG - vstřelené góly, OG - obdržené góly, +/- - rozdíl skóre, B - body, červené podbarvení - sestup, zelené podbarvení - postup, fialové podbarvení - reorganizace, změna skupiny či soutěže
| Velkoněmecká říše (1942 – 1944) |                     |        |    |    |   |   |    |    |     |    |        |
| Sezóny                          | Liga                | Úroveň | Z  | V  | R | P | VG | OG | +/- | B  | Pozice |
| 1942/43                         | Gauliga Mecklenburg | 1      | 12 | 7  | 1 | 4 | 46 | 22 | +24 | 15 | 3.     |
| 1943/44                         | Gauliga Mecklenburg | 1      | 17 | 15 | 1 | 1 | 85 | 29 | +56 | 31 | 1.     |